# Mephitis
Mephitis (skunk) je jeden z rodů čeledi skunkovití (Mephitidae). Obsahuje dva druhy, které jsou rozšířeny v Severní Americe. Oba dorůstají velikosti asi 28–30 cm. Skunk pruhovaný má huňatý ocas dlouhý až 25 cm, u skunka dlouhoocasého to může být i 40 cm. Dospělci obou druhů váží mezi 0,7 a 2,5 kg, přičemž samci jsou o něco těžší než samice.

## Druhy
- skunk dlouhoocasý (Mephitis macroura)
- skunk pruhovaný (Mephitis mephitis)